# Parastasia lombokensis
Parastasia lombokensis är en skalbaggsart som beskrevs av Yuiti Wada 2008. Parastasia lombokensis ingår i släktet Parastasia och familjen Rutelidae. Inga underarter finns listade i Catalogue of Life.